# Công ước Quốc tế về các Quyền Dân sự và Chính trị
Công ước Quốc tế về các Quyền Dân sự và Chính trị (tiếng Anh: International Covenant on Civil and Political Rights, viết tắt: ICCPR) là một công ước quốc tế do Đại Hội đồng Liên Hợp Quốc thông qua ngày 16 tháng 12 năm 1966 và có hiệu lực từ ngày 23 tháng 3 năm 1976, nêu tổng quan các quyền dân sự và chính trị cơ bản của con người. Cụ thể, các bên tham gia ký kết sẽ phải tôn trọng các quyền dân sự và chính trị của từng cá nhân, bao gồm quyền sống, quyền tự do tôn giáo, tự do phát biểu, tự do hội họp, quyền bầu cử và quyền được xét xử bình đẳng và theo đúng trình tự pháp luật. Tính tới ngày 19 tháng 12 năm 2010, đã có 72 nước ký vào Công ước và 167 bên tham gia. Trung Quốc, Cuba, Comoros, Nauru, và São Tomé và Príncipe đã ký nhưng chưa thông qua công ước.
Công ước là một phần của hệ thống Luật Nhân quyền quốc tế, cùng với Công ước Quốc tế về các Quyền Kinh tế, Xã hội và Văn hóa và Tuyên ngôn Quốc tế Nhân quyền được đặt dưới sự giám sát riêng của Ủy ban Nhân quyền, độc lập với Hội đồng Nhân quyền Liên Hợp Quốc. Cơ quan này có trách nhiệm giám sát việc thực hiện và thẩm định các báo cáo nhân quyền của các nước. Mới đầu, các bên tham gia phải báo cáo định kỳ mỗi năm một lần, nhưng sau đó là bất kỳ khi nào Ủy ban giám sát yêu cầu (thông thường là bốn năm một lần). Ủy ban này họp trụ sở tại Genève hoặc New York và thường có ba kỳ họp mỗi năm.